# Mount Goorhigian
Mount Goorhigian är ett berg i Antarktis. Det ligger i Västantarktis. Inget land gör anspråk på området. Toppen på Mount Goorhigian är 1 115 meter över havet.
Terrängen runt Mount Goorhigian är varierad. Mount Goorhigian är den högsta punkten i trakten. Trakten är obefolkad. Det finns inga samhällen i närheten.